# NHL Entry Draft 2014
NHL Entry Draft 2014 – 52. draft w historii. Odbył się w dniach 27–28 czerwca 2014 w roku w hali Wells Fargo Center w amerykańskim mieście Filadelfia w stanie Pensylwania. Drużyny z NHL mogli wybrać zawodników, którzy urodzili się pomiędzy 1 stycznia 1994 a 15 września 1996 roku. Dodatkowo zawodnicy niedraftowani, niepochodzący z Ameryki Północnej urodzeni w 1993 roku mogą startować w drafcie oraz zawodnicy z draftu roku 2012, którzy nie podpisali umowy z zespołem NHL i urodzili się po 30 czerwca 1994, kwalifikują się do ponownego wyboru.
Od sezonu 2012/2013 wszystkie czternaście zespołów ligi NHL, które nie awansowały do fazy play-off maja szansę na wygranie pierwszego wyboru w loterii. W ten sposób m.in. zwycięzcą loterii, która odbyła się 15 kwietnia 2014 została drużyna Florida Panthers, która w poprzednim sezonie nie była najsłabszą drużyną. Wyprzedzając Buffalo Sabres – najsłabszą drużynę ligi w sezonie 2013/2014.
Łącznie wybrano 211 zawodników w 7 rundach. Z pierwszym numerem wydraftowany został występujący na pozycji obrońca – Kanadyjczyk Aaron Ekblad. Jako drugi wybrany został kanadyjski środkowy Sam Reinhart, który przeszedł do Buffalo Sabres. Trzecim zawodnikiem draftu był niemiecki center Leon Draisaitl, który przeszedł do Edmonton Oilers (tym samym został najwyżej wydraftowanym do NHL niemieckim zawodnikiem w historii).

## Ranking skautów
Według scoutów największe szanse na pierwszy numer w drafcie miał Sam Bennett wśród hokeistów grających w ligach północnoamerykańskich, zaś z grających w ligach europejskich Kasperi Kapanen. Wśród bramkarzy wymieniano najczęściej Thatchera Demko z zawodników amerykańskich oraz Ville Husso z bramkarzy europejskich.

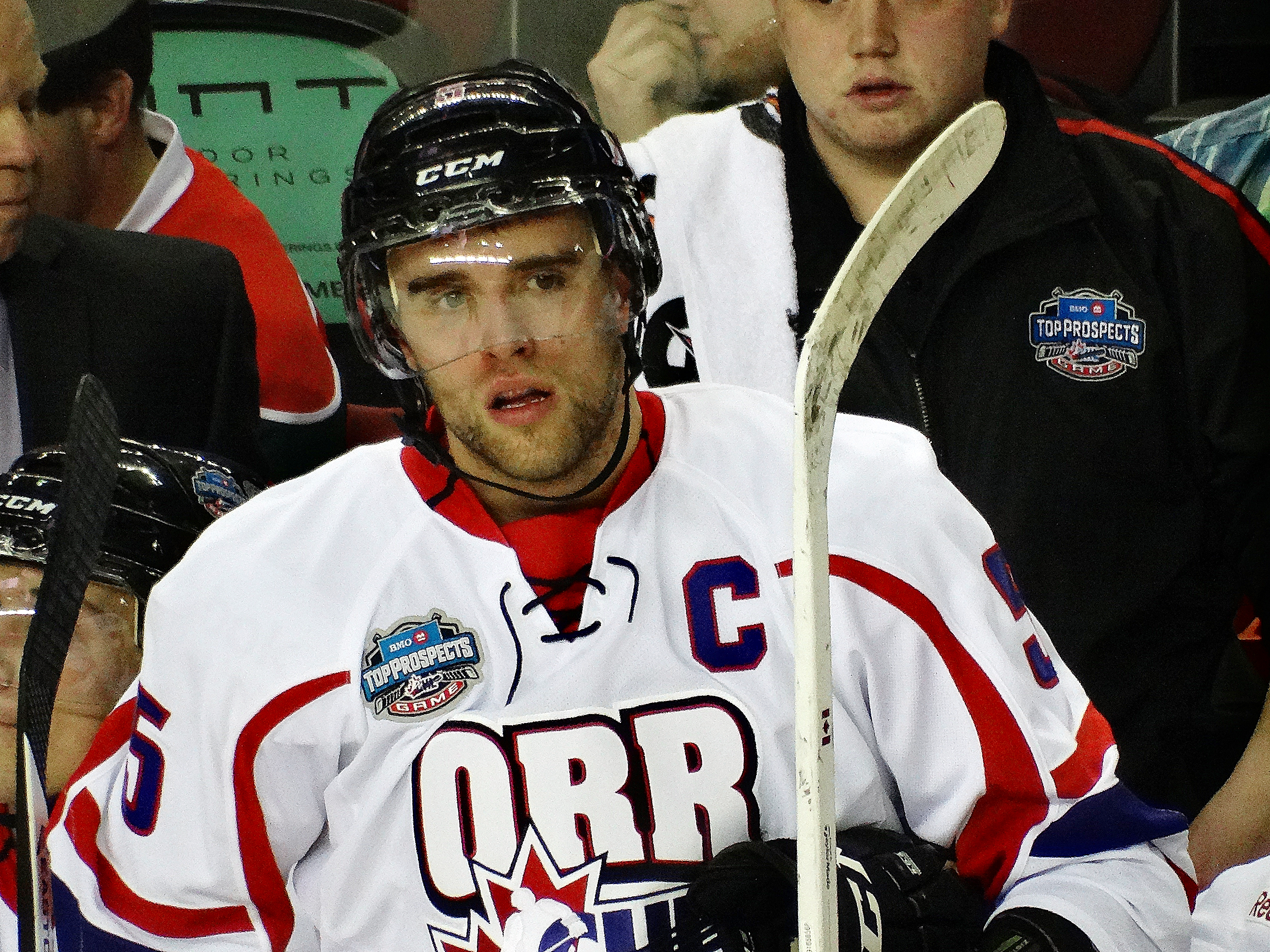
Aaron Ekblad – wybrany jako numer 1 w drafcie 2014.

| Ranking | Hokeiści grający w Ameryce | Hokeiści grający w Europie       |
| ------- | -------------------------- | -------------------------------- |
| 1       | Sam Bennett (C)            | Kasperi Kapanen (C)              |
| 2       | Aaron Ekblad (D)           | William Nylander Altelius (C/RW) |
| 3       | Sam Reinhart (C)           | Kevin Fiala (LW)                 |
| 4       | Leon Draisaitl (C)         | Jakub Vrána (LW/RW)              |
| 5       | Michael Dal Colle (C/LW)   | David Pastrňák (RW)              |
| 6       | Jake Virtanen (RW)         | Adrian Kempe (LW)                |
| 7       | Nick Ritchie (LW)          | Marcus Pettersson (D)            |
| 8       | Brendan Perlini (LW)       | Ondřej Kaše (RW)                 |
| 9       | Haydn Fleury (D)           | Sebastian Aho (D)                |
| 10      | Jared McCann (C)           | Dominik Mašín (D)                |

| Ranking | Bramkarze grający w Ameryce | Bramkarze grający w Europie |
| ------- | --------------------------- | --------------------------- |
| 1       | Thatcher Demko              | Ville Husso                 |
| 2       | Mason McDonald              | Jonas Johansson             |
| 3       | Brent Moran                 | Linus Söderström            |

## Draft 2014

### Runda 1
| #  | Zawodnik                      | Drużyna NHL                                      | Klub macierzysty                  |
| -- | ----------------------------- | ------------------------------------------------ | --------------------------------- |
| 1  | Aaron Ekblad (D)              | Florida Panthers                                 | Barrie Colts (OHL)                |
| 2  | Sam Reinhart (C)              | Buffalo Sabres                                   | Kootenay Ice (WHL)                |
| 3  | Leon Draisaitl (C)            | Edmonton Oilers                                  | Prince Albert Raiders (WHL)       |
| 4  | Sam Bennett (C)               | Calgary Flames                                   | Kingston Frontenacs (OHL)         |
| 5  | Michael Dal Colle (C/LW)      | New York Islanders                               | Oshawa Generals (OHL)             |
| 6  | Jake Virtanen (RW)            | Vancouver Canucks                                | Calgary Hitmen (WHL)              |
| 7  | Haydn Fleury (D)              | Carolina Hurricanes                              | Red Deer Rebels (WHL)             |
| 8  | William Nylander Altelius (C) | Toronto Maple Leafs                              | MODO Hockey (SHL)                 |
| 9  | Nikolaj Ehlers (LW)           | Winnipeg Jets                                    | Halifax Mooseheads (QMJHL)        |
| 10 | Nick Ritchie (LW)             | Anaheim Ducks (z Ottawa)1                        | Peterborough Petes (OHL)          |
| 11 | Kevin Fiala (C/RW)            | Nashville Predators                              | HV71 (SHL)                        |
| 12 | Brendan Perlini (LW)          | Arizona Coyotes                                  | Niagara IceDogs (OHL)             |
| 13 | Jakub Vrána (LW/RW)           | Washington Capitals                              | Linköpings HC (SHL)               |
| 14 | Julius Honka (D)              | Dallas Stars                                     | Swift Current Broncos (WHL)       |
| 15 | Dylan Larkin (C)              | Detroit Red Wings                                | USA U-18 (USHL)                   |
| 16 | Sonny Milano (LW)             | Columbus Blue Jackets                            | USA U-18 (USHL)                   |
| 17 | Travis Sanheim (D)            | Philadelphia Flyers                              | Calgary Hitmen (WHL)              |
| 18 | Alex Tuch (RW)                | Minnesota Wild                                   | USA U-18 (USHL)                   |
| 19 | Anthony DeAngelo (D)          | Tampa Bay Lightning                              | Sarnia Sting (OHL)                |
| 20 | Nick Schmaltz (C)             | Chicago Blackhawks (z San Jose)²                 | Green Bay Gamblers (USHL)         |
| 21 | Robby Fabbri (C)              | St. Louis Blues                                  | Guelph Storm (OHL)                |
| 22 | Kasperi Kapanen (C)           | Pittsburgh Penguins                              | KalPa (SM-liiga)                  |
| 23 | Conner Bleackley (C)          | Colorado Avalanche                               | Red Deer Rebels (WHL)             |
| 24 | Jared McCann (C)              | Vancouver Canucks (z Anaheim)³                   | Sault Ste. Marie Greyhounds (OHL) |
| 25 | David Pastrňák (RW)           | Boston Bruins                                    | Södertälje (Sweden-2)             |
| 26 | Nikita Szczerbak (LW)         | Montreal Canadiens                               | Saskatoon Blades (WHL)            |
| 27 | Nikołaj Gołdobin (LW)         | San Jose Sharks (z Chicago)4                     | Sarnia Sting (OHL)                |
| 28 | Joshua Ho-Sang (C)            | New York Islanders (z NY Rangers via Tampa Bay)5 | Windsor Spitfires (OHL)           |
| 29 | Adrian Kempe                  | Los Angeles Kings                                | MODO Hockey (SHL)                 |
| 30 | John Quenneville (C)          | New Jersey Devils6                               | Brandon Wheat Kings (WHL)         |

### Runda 2
| #  | Zawodnik                 | Drużyna NHL         | Klub macierzysty                 |
| -- | ------------------------ | ------------------- | -------------------------------- |
| 42 | Władisław Kamieniew (LS) | Nashville Predators | Stalnyje Lisy Magnitogorsk (MHL) |

### Runda 3
| #  | Zawodnik             | Drużyna NHL                           | Klub macierzysty              |
| -- | -------------------- | ------------------------------------- | ----------------------------- |
| 65 | Juho Lammikko (N)    | Florida Panther (przez Islander)      | Porin Ässät (Liiga)           |
| 76 | Elvis Merzļikins (B) | Columbus Blue Jackets (za Red Wings)1 | HC Lugano (NLA)               |
| 78 | Ilja Sorokin (B)     | New York Islanders (za Flyers)²       | Mietałłurg Nowokuźnieck (KHL) |
| 79 | Brayden Point (C)    | Tampa Bay Lightning (za Wild)³        | Moose Jaw Warriors (WHL)      |

### Runda 4
| #   | Zawodnik              | Drużyna NHL                                                  | Klub macierzysty                   |
| --- | --------------------- | ------------------------------------------------------------ | ---------------------------------- |
| 112 | Viktor Arvidsson (LW) | Nashville Predators (za St. Louis Blues)1                    | Skellefteå AIK U20 (J20 SuperElit) |
| 118 | Igor Szestiorkin (G)  | New York Rangers (z Chicago przez NY Islanders i Washington) | MHK Spartak Moskwa                 |

Adnotacje
1 Przekazanie prawa do naboru jako część transakcji pomiędzy Nashville Predators i St. Louis Blues.

### Runda 5
| #   | Zawodnik                | Drużyna NHL                  | Klub macierzysty          |
| --- | ----------------------- | ---------------------------- | ------------------------- |
| 122 | Richard Nejezchleb (LS) | New York Rangers (z Florida) | Brandon Wheat Kings (WHL) |

### Runda 6
| #   | Zawodnik              | Drużyna NHL                  | Klub macierzysty     |
| --- | --------------------- | ---------------------------- | -------------------- |
| 164 | Pawieł Kraskowski (C) | Winnipeg Jets (z Washington) | Łokomotiw Jarosław 2 |
| 168 | Radiel Fazlejew (C)   | Philadelphia Flyers          | Calgary Hitmen (WHL) |

### Runda 7
| #   | Zawodnik          | Drużyna NHL                 | Klub macierzysty         |
| --- | ----------------- | --------------------------- | ------------------------ |
| 193 | Edgars Kulda (LS) | Arizona Coyotes (z Detroit) | Edmonton Oil Kings (WHL) |

Legenda: B – bramkarz, D – obrońca, C – center, LW – lewoskrzydłowy, RW – prawoskrzydłowy.